# Siegmar Schmidt
Siegmar Schmidt (* 1961 in Arnsberg) ist ein deutscher Politikwissenschaftler und Hochschullehrer.

## Leben
Schmidt studierte Politikwissenschaft an der Universität München, schloss das Studium 1987 ab und wurde dort 1992 zum Thema Die Rolle der Schwarzen Gewerkschaftsbewegung im Demokratisierungsprozeß Südafrikas promoviert. 1998 habilitierte er sich an der Universität Trier. 1998/99 war er Vertreter einer Professur an der Universität Mainz. Seit 1999 ist er Professor für Politikwissenschaft an der Universität Koblenz-Landau (seit 2023: Rheinland-Pfälzische Technische Universität Kaiserslautern-Landau) und seit 2017 Leiter der Abteilung Politikwissenschaft am Institut für Sozialwissenschaft der Universität. Dort ist er Lehrstuhlinhaber der Professur für „Analyse und Vergleich politischer Systeme und internationale Politik“. Außerdem ist er wissenschaftlicher Direktor des Frank-Loeb-Instituts.
Seine Forschungsschwerpunkte sind die deutsche Außenpolitik, die Außenpolitik westlicher Staaten, Vergleich und Analyse politischer Systeme, europäische Integration und Außenpolitik, die Dritte Welt und Afrika. Zahlreiche Forschungsreisen führten ihn in die USA und in afrikanische Länder.

## Veröffentlichungen (Auswahl)
- Gewerkschaften in Südafrika. Arbeiteremanzipation unter den Bedingungen des Apartheid-Regimes, isp-Verlag, Frankfurt am Main 1989, ISBN 978-3-88332-155-4

- mit Wolf J. Schünemann: Europäische Union. Eine Einführung. Nomos Verlag, Baden-Baden, 2009, 2. Auflage 2013, ISBN 978-3-8252-3944-2
- mit Sebastian Harnisch: Auf Augenhöhe. 50 Jahre Bundesministerium für Wirtschaftliche Zusammenarbeit und Entwicklung (1961–2011). Hrsg. vom Bundesministerium für wirtschaftliche Zusammenarbeit und Entwicklung, Nomos Verlag, Baden-Baden 2012, ISBN 978-3-8329-7244-8
- als Hrsg. mit Gunther Hellmann, Reinhard Wolf: Handbuch zur deutschen Außenpolitik. VS Verlag für Sozialwissenschaften, (1. Auflage 2007), Wiesbaden 2013, ISBN 978-3-531-19883-5
- als Hrsg.: Amnesie, Amnestie oder Aufarbeitung? Zum Umgang mit autoritären Vergangenheiten und Menschenrechtsverletzungen.VS Verlag für Sozialwissenschaften, Wiesbaden 2009,  ISBN 978-3-531-13868-8